# Nyhems församling
Nyhems församling var en församling inom Svenska kyrkan i Härnösands stift och i Bräcke kommun i Jämtland, Jämtlands län. Församlingen uppgick 2006 i Bräcke-Nyhems församling. 

## Administrativ historik
Församlingen bildades 1 april 1851 som kapellag i Revsunds församling för att brytas ut 1891 som kapellförsamling och blev den 1 maj 1921 annexförsamling.
Församlingen var till 1 maj 1921 kapellförsamling i pastoratet Revsunda, Bodsjö, Sundsjö, Bräcke och Nyhem. Från 1 maj 1921 till 2006  annexförsamling i pastoratet Bräcke och Nyhem. Församlingen uppgick 2006 i Bräcke-Nyhems församling.
Församlingskod var 230502.

## Kyrkor
- Nyhems kyrka